# 迈克·里斯
迈克尔·P·里斯（英語：Michael P. Reese，1978年3月7日—2021年1月2日）是一位美国政治人物。作为一名共和党人，他从2009年起担任宾夕法尼亚州众议院议员，直到2021年去世。里斯是2019－2020年宾夕法尼亚州众议院共和党核心小组的秘书，并于2021年当选为核心小组主席。2021年1月2日，里斯死于COVID-19引发的并发症，享年42岁。

## 职业生涯
里斯曾在匹兹堡大学格林斯堡分校的招生办公室工作。他还曾在威斯特摩兰县社区学院工作，担任业务部门的教员。在当选州众议院议员之前，他曾担任威斯特摩兰县财政管理局助理局长。就任州众议员后，里斯曾任2019－2020年宾夕法尼亚州众议院共和党核心小组的秘书，并在他去世前于2021年当选为核心小组主席。

## 个人生活
里斯出生于芒特普莱森特镇，毕业于芒特普莱森特高中。他进入杜肯大学，并在那里获得了历史学中等教育学士学位。2004年，里斯在薛顿希尔大学获得工商管理硕士学位。

### 健康与死亡
2020年12月，里斯宣布他被诊断出感染了COVID-19病毒。2021年1月2日，他在宾夕法尼亚州格林斯堡的一家医院死于疑似脑动脉瘤，享年42岁。